# Platycoelia flavostriata
Platycoelia flavostriata är en skalbaggsart som beskrevs av Pierre André Latreille 1833. Platycoelia flavostriata ingår i släktet Platycoelia och familjen Rutelidae. Inga underarter finns listade i Catalogue of Life.